# Cornelia Sideri
Cornelia Sideri (n. 29 decembrie 1938, București, România – d. 11 noiembrie 2017) a fost o caiacistă română, laureată cu bronz la Tokio 1964.